# Domènec Batet i Mestres
Domènec Batet i Mestres (castellà: Domingo Batet)  (Tarragona, 30 d'agost de 1872 - Burgos, 18 de febrer de 1937) fou un militar català, Capità general de Catalunya entre els anys 1931-1935, que fou afusellat per intentar aturar el cop d'Estat previ a la Guerra Civil espanyola.

## Biografia
Fill de Domènec Batet i Rosich natural de Lilla (Montblanc) i de Ventura Mestres i Sugrañes de Tarragona. Va ingressar a l'acadèmia general militar en aquell moment a la ciutat de Toledo en el recinte de l'Alcàsser, el 1887 amb tan sols quinze anys, i el 1895 partí com a tinent voluntari a la guerra de Cuba (1895-1898), on l'any següent la seva actuació en combat li valgué l'ascens a capità. Va tornar a Espanya el 1897 i continuà els estudis ingressant a l'Escuela Superior de Guerra on el 1899 en el seu segon any en fou expulsat, sense que se'n sàpiguen els motius, fins que el 1919 va ascendir a coronel. El 1921 fou nomenat jutge especial per jutjar els desastres de l'exèrcit a la batalla d'Annual durant la guerra del Rif, com ara l'expedient Picasso; però va dimitir de l'encàrrec, ja que creia que ho havia de fer un militar del cos jurídic de l'exèrcit. Finalment el 1925 va ascendir a general de brigada per antiguitat i fou destinat a Alacant, i posteriorment nomenat governador militar de Tarragona.
Durant la dictadura de Primo de Rivera, el 1926 fou detingut i processat acusat de complicitat en l'intent d'alçament militar contra la dictadura de Primo de Rivera, dit de la nit de Sant Joan o Sanjuanada, però fou absolt pel Consejo Superior de Guerra.

### Els fets del sis d'octubre
Vegeu també: Fets del sis d'octubre
El 1931, en ser proclamada, la República, es trobava destinat a Mallorca: va substituir el destituït general López Ochoa com a capità general de Catalunya o cap de la IV Divisió. Durant aquest comandament es distingí per l'acatament a l'autoritat civil, pel respecte al règim democràtic i per la prudència amb què actuà en les tensions entre alguns sectors militars i la nova administració catalana. En produir-se els esdeveniments del 6 d'octubre de 1934, en què el president Companys declarà l'estat català dins d'una república federal espanyola, Batet no va posar les seves tropes a les ordres de la Generalitat. En comptes d'això, es posà en contacte amb el president del govern espanyol Lerroux, el qual li respongué que declarés l'estat de guerra. Després d'uns quants avalots amb el resultat de 3 morts, el comandant Fernández Unzué prengué la Plaça de Sant Jaume. Allí va parlamentar amb Enric Pérez i Farràs, el cap dels Mossos d'Esquadra, exigint que abandonessin les armes: aquest no va cedir, i tot d'una hom va disparar contra l'exèrcit espanyol. Aquest respongué disparant els canons contra el Palau de la Generalitat. Després de cinc hores de resistència Lluís Companys es rendí, i llur govern i comandaments foren fets presoners.
Malgrat els aldarulls, es considera que Domènec Batet va aconseguir dominar la situació amb prudència, evitant la destrucció i violència gratuïta, actitud que posteriorment li valgué atacs d'ambdós bàndols: tant de la dreta i d'alguns sectors militars, com dels vençuts i del catalanisme en general.

### El cop d'Estat
El març del 1935 fou nomenat cap de la casa militar del president de la República Niceto Alcalá-Zamora, càrrec del qual fou destituït amb el resultat de les eleccions generals del 16 de febrer de 1936 que finalitzaren el Bienni negre. Aleshores fou destinat a Burgos com a cap de la VI Divisió Militar. Des d'aquest càrrec, Batet tingué coneixement dels moviments interns de la jerarquia militar per iniciar un cop d'estat: el 16 de juliol de 1936 es va entrevistar al monestir d'Irache amb el seu subordinat, i un dels principals conspiradors, el general Emilio Mola, comandant militar de Pamplona, davant del qual Batet es mostrà contrari a la rebel·lió. Malgrat tot, aquesta es va produir els dies següents i de fet a Burgos va triomfar: El dia 18 encara va intentar dissuadir Mola per telèfon, però finalment el general Batet fou detingut pels seus propis oficials acusat d'haver intentat evitar l'aixecament. Condemnat a mort en consell de guerra el 8 de gener del 1937, fou afusellat el 18 de febrer.